# Het Laatste Nieuws
Het Laatste Nieuws, è un quotidiano belga in lingua fiamminga con una tendenza liberale per un grande pubblico fondato nel giugno 1888 da Julius Hoste, editore dal 1868 del settimanale De Zweep.
Le edizioni di J. Hoste vengono quindi create (questa società partecipa anche alla TV commerciale fiamminga VTM sin dalla sua creazione).
Il suo principale editorialista, e capo del servizio politico, è Luc Van der Kelen.

## Storia

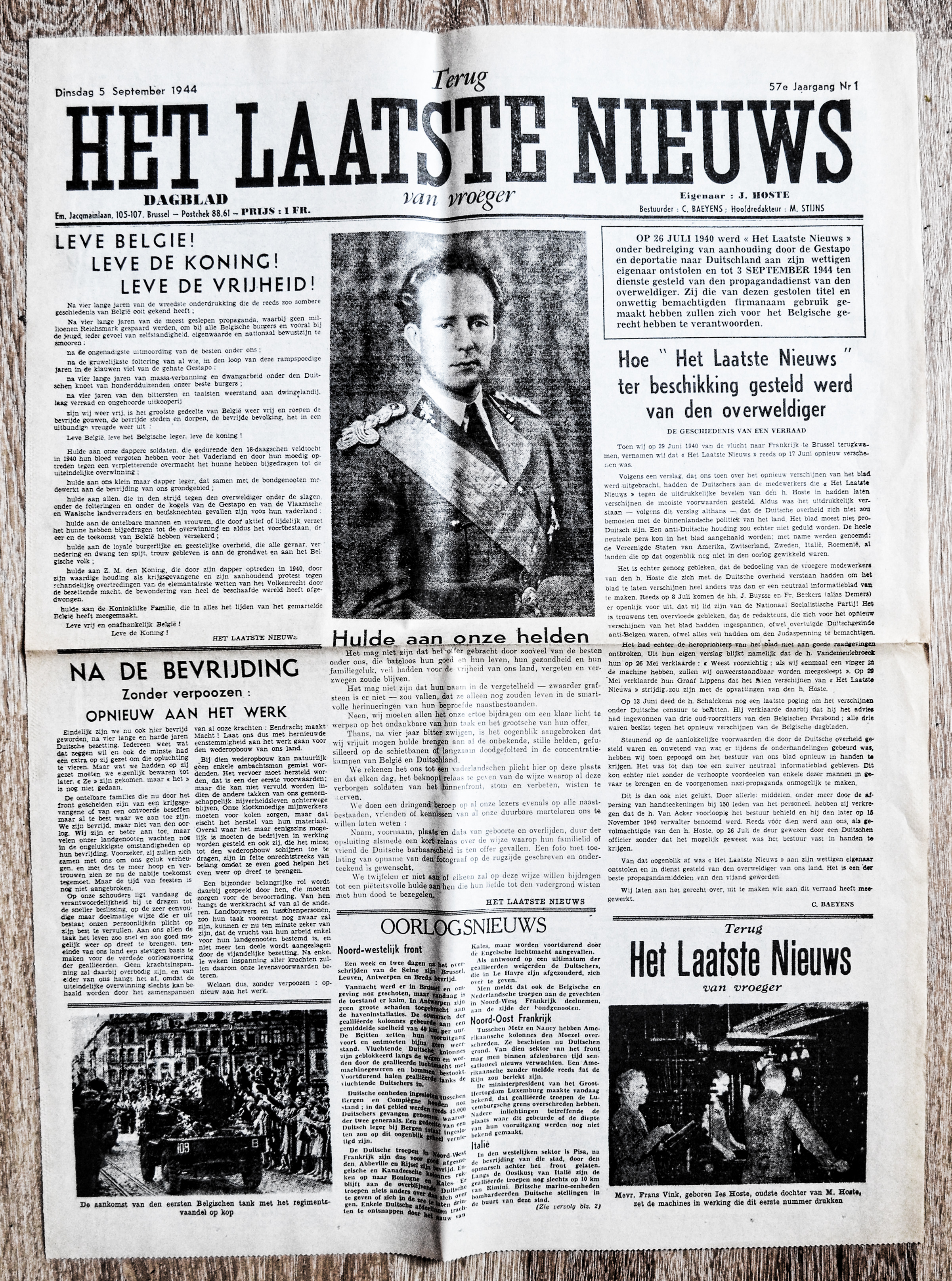
"Het Laatste Nieuws" 1944

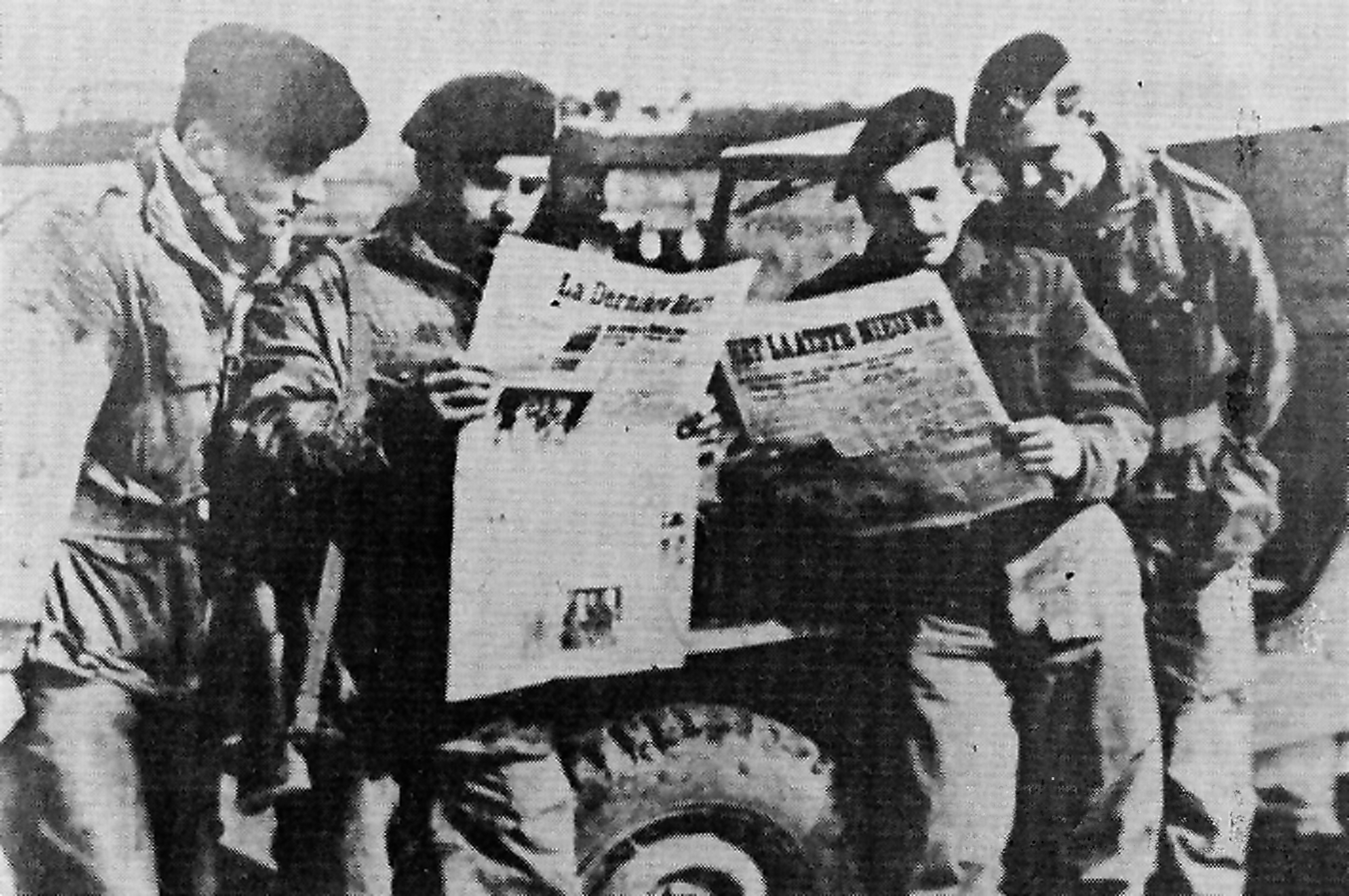
Due soldati (a destra) leggono Het Laatste Nieuws durante la Guerra di Corea

Het Laatste Nieuws fu fondata il 7 giugno 1888 a Bruxelles come giornale fiammingo e liberale di Julius Hoste (1848-1933). Originariamente era destinato a sostenere il Partito Liberale, la data di creazione precede le elezioni dei cinque giorni, così come il movimento fiammingo, al fine di difendere la legge sull'uguaglianza. Il giornale ha anche una componente fortemente anticlericale. Il giornale difende anche gli olandesi dell'Università di Gand.
Il figlio di Hoste, Julius Hoste Jr. (1884-1954), raggiunge un pubblico più ampio attraverso uno stile più moderato, notizie locali e una sezione dedicata allo sport.
Durante la Seconda guerra mondiale, il giornale, che si opponeva ai movimenti VNV e Rex, cessò la pubblicazione per qualche tempo e fu poi pubblicato sotto censura, mentre Hoste Jr. si rifugiò in Inghilterra. La scrittura del giornale sotto occupazione è divisa tra diversi movimenti, e dal 1942 diventa meno favorevole alla Germania. Alla liberazione, Het Laatste Nieuws è interamente occupato da Hoste Jr.
Con la morte di Julius Hoste Jr. nel 1954, fu creata una società per pubblicare il giornale, diretto da Frans Vinck, il figlio di Hoste Jr. e Albert Maertens.
Dal 1995, il giornale si concentra maggiormente su notizie sensazionali e popolari, con più enfasi su sport e notizie locali. Il sito web HLN e il suo omologo francese 7sur7 sono visti da più di 600.000 visitatori giornalieri.

## Circolazione e vendita
Con una diffusione attuale di poco più di 300 000 copie (stampa) e una vendita di 276.370 (stampa e digitale), Het Laatste Nieuws è il leader assoluto del mercato dei quotidiani, sia nelle Fiandre che in tutto il Belgio. Secondo il Centro di informazione sui media, oltre un milione di persone fiamminghe leggono ogni giorno Het Laatste Nieuws. Le vendite sono aumentate dal 2007 e fino al 2011, e si sono stabilizzate fino al 2013 per ridursi di circa il 4% negli ultimi due anni.
| Nome                  | 2007    | 2008    | 2009    | 2010    | 2011    | 2012    | 2013    | 2014    | 2015    |
| --------------------- | ------- | ------- | ------- | ------- | ------- | ------- | ------- | ------- | ------- |
| Circolazione - Stampa | 317.715 | 336.979 | 345.877 | 344.445 | 340.235 | 334.092 | 323.458 | 323.925 | 309.497 |
| Vendita - Stampa      | 271.163 | 277.176 | 284.096 | 286.420 | 287.521 | 285.288 | 284.441 | 278.056 | 270.059 |
| Vendita - Digitale    | 0       | 0       | 0       | 0       | 410     | 1.809   | 2.728   | 3.596   | 6.311   |
| Vendita - Totale      | 271.163 | 277.176 | 284.096 | 286.420 | 287.931 | 287.097 | 287.169 | 281.652 | 276.370 |

Fonte: CIM

## Struttura

### Redazione
Negli anni '70 e '80, il massone Piet van Brabant è stato commentatore capo di Het Laatste Nieuws. Insieme a, tra gli altri, Manu Ruys di De Standaard, ha ascoltato a casa la lista dei giornalisti che sono stati demonizzati dalla stampa e dai politici della parte francofona del Belgio come "les éditorialistes flamands" a causa dei loro punti di vista fiamminghi. Il 1º ottobre 2012, il duo Margot Moeseke e Wim Verhoeven hanno seguito il redattore capo Paul Daenen. Un volto familiare nelle Fiandre è il commentatore politico Luc Van der Kelen. La redazione è stata nelle mani del duo Dimitri Antonissen e Frank Depoorter dall'ottobre 2016.
| Periodo      | Direttore                                         |
| ------------ | ------------------------------------------------- |
| 1979 - 1988  | Leo Siaens                                        |
| 1988 - 1994  | René Adams                                        |
| 1994 - 1996  | Marcel Wilmet                                     |
| 1996 - 2003  | Paul Daenen & Jaak Smeets                         |
| 2003 - 2012  | Paul Daenen                                       |
| 2012 - 2015  | Margot Moeseke & Wim Verhoeven                    |
| 2015 - 2016  | Wim Verhoeven                                     |
| 2015 - 2016  | Wim Verhoeven, Dimitri Antonissen & Isabel Albers |
| 2016 - heden | Dimitri Antonissen & Frank Depoorter              |